# 머큐리얼 베이퍼

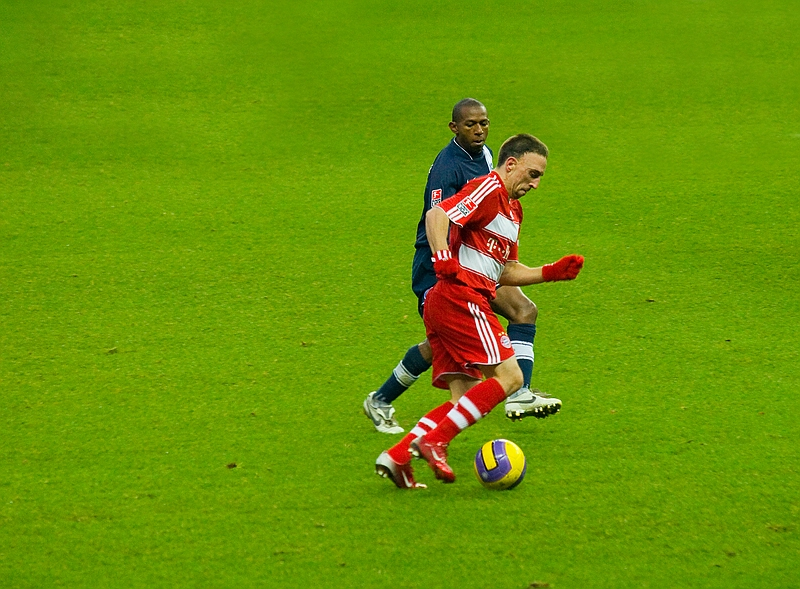
프랑크 리베리는 머큐리얼 베이퍼를 착용하는 선수들 중 한명이다.

나이키사의 머큐리얼 베이퍼(Mercurial Vapor)는 경량성을 추구하는 축구화로 2002년 머큐리얼 베이퍼1을 시작으로 2021년까지 14가 판매되고있다.

## 머큐리얼 베이퍼1
2002년 한일 월드컵에 맞춰 발매한 첫 머큐리얼 베이퍼이다. 1.4mm 나이키 스킨에 바느질을 최소화하고, 경량성에 맞춰져 맨발의 느낌을 살리도록 했다. 270mm 기준 196g(한 족)이었으며, 나이키랩에서 실험을 통하여 발의 굴곡에 따른 인체공학적인 디자인이 가능해져 공을 차는 순간 가장 많은 압력이 가해지는 발뒤꿈치 부분의 압력이 기존 축구화보다 15% 정도 감소되고 40m 스프린트시 0.17초나 빨리 달릴 수 있는 효과를 가져왔다고 한다. 2002년 결승전에서는 브라질 호나우두 선수가 크롬/연두 색상을 신고 플레이한 것으로 유명하다. 대한민국에서는 김도훈 선수가
오렌지 색상을 신고 k리그 득점왕을 하였다.

## 머큐리얼 베이퍼2
유로 2004에 맞춰 발매되었다. 베이퍼1에 비해 더 가벼워졌고, 디자인이 약간 변경되었다. 50M 스프린트에서 다른 제품을 신고 달리는 것보다 10% 더 빠른 속도를 낸다.

## 머큐리얼 베이퍼3
2006년 독일 월드컵에 맞춰 발매되었다. 무게가 198g으로 베이퍼2에 비해 약간 무거워졌지만, 발에서 땅으로 에너지 이전을 최대화하는 베이퍼 샤시, 힐락 시스템을 이용해 힐카운터를 단단하게 잡아주는 아나토미컬 힐락 시스템과, 새롭게 설계된 베이퍼 트랙션으로 더욱 빠르고 쉬운 방향전환이 되게하였다.나이키랩 실험결과 10m 스프린트에서 0.45m 앞서나가는 결과를 얻어내었다. 브라질 호나우도 선수가 노란색 베이퍼3를 신고 월드컵 역대통산 골 기록을 갈아치웠다. 월드컵에서 이탈리아 우승후 이탈리아 우승기념 리미티드 에디션이 발매되었다.

## 머큐리얼 베이퍼4
유로 2008에 맞춰 발매되었다. 지금까지와는 다른 디자인으로, 레이스를 덮는 커버로 역대 베이퍼 중 가장 무겁다. 유로 2008에 맞춰 유로 에디션이 발매되었다.

## 머큐리얼 베이퍼 슈퍼라이트(SL)
머큐리얼 베이퍼4와 같이 판매가 시작되었다. 겉모습은 비슷해 보이나, 실제로는 카본으로 중창과 함께 트랙션, 힐컵이 쓰였다. 또한 바느질 또한 더욱더 줄여, 베이퍼4와 같은 디자인을 가졌으나, 무게는 경량화 시킨 모델이다.

## 머큐리얼 SL
2007-2008 챔피언스리그 결승 직전 공개되었다. 머큐리얼 베이퍼SL을 시작으로 카본을 이용한 제품을 선보인 나이키는 올카본 머큐리얼 베이퍼를 공개한다. 머큐리얼 베이퍼 SL에 카본이 단지 중창과 트랙션, 힐컵에만 쓰였다면, 머큐리얼SL은 어퍼 조차도 카본으로 만들어내 초경량화에 성공한다. 챔피언스리그 결승에서 맨체스터 유나이티드에 크리스티아누 호날두 선수가 착용후 득점하여 팀을 우승으로 이끈다. FG, SG 각각 2008족만 한정 판매되었다.

## 머큐리얼 베이퍼5
지금까지와는 다르게 일 년 만에 나온 시리즈. 머큐리얼 베이퍼4의 디자인이 약간 변경되고 인사이드 부분에 플라이와이어 기술이 적용되었다. 2010 남아공 월드컵을 대비한 머큐리얼 베이퍼 6 공개전 플라이와이어 기술을 실험하는 것으로 보인다.

## 머큐리얼 베이퍼 슈퍼플라이
나이키는 머큐리얼시리즈에 속하나 베이퍼라인과는 다른 한단계 상위버전인 슈퍼플라이를 2009년 2월 26일 발매하였다. 머큐리얼 베이퍼 5의 일부분에 적용된 나이키 플라이와이어기술을 어퍼 전면에 적용시켜 지지력을 제공하고 특히 발등 부위에서는 가공된 5중 갚피와 결합되어 필요한 부위에 지지력을 전달하면서도 움직임을 방해하지 않는 유연성을 가진 얇은 어퍼에 사용이 실현화되었다. 카본 아웃솔에 TPU 재질의 스터드를 채용하였고 FG 스터드에는 구멍을 내어서 무게를 최대한 줄였다. 이리하여 한 족당 185g (270mm 기준)이라는 세계에서 가장 가벼운 축구화가 탄생했으나, 후에 아디다스 사에서 발매한 아디다스 F50 아디제로(270mm 기준 165g)의 등장으로 그 기록은 깨지고 말았다.
초기 발매제품같은 경우 플라이와이어 구조상 찢어지는 결함이 있어 모두 수거되었다.

## 머큐리얼 베이퍼6
베이퍼5와 비교하여 조금 달라졌다. 끈을 덮는 덮개는 베이퍼 5에 비해 낮아졌고, 재질도 달라졌다. 대신 베이퍼5의 일부분에 적용되었던 나이키 플라이와이어기술은 없어졌다. 그러나 아웃솔의 재질은 유리섬유를 채택함으로써, 베이퍼5와의 차이점을 두었다. 베이퍼6부터는 제조국이 보스니아와 중국으로 바뀌면서, 나이키 ID가 가능해졌다.

## 머큐리얼 베이퍼 슈퍼플라이 II
2010년 2월 24일, 나이키는 머큐리얼 베이퍼 슈퍼플라이의 후속모델 나이키 머큐리얼 베이퍼 슈퍼플라이 II를 발매하였다. 슈퍼플라이가 나이키 플라이와이어, 카본 아웃솔, 그리고 TPU재질의 스터드를 채용했다면, 슈퍼플라이2는 그라운드의 상태와 선수가 가하는 압력에 따라 최대 3mm까지 돌출, 수축되어 급격한 방향 전환과 미끄러짐 방지를 도와주는 NIKE SENSE adaptive traction 스터드, 더욱 촘촘해진 나이키 플라이와이어를 사용하였다. 무게는 236g으로 전작보다 무거워졌다.

## 머큐리얼 베이퍼7
두 모델 모두 전작과 기능적인 차이점은 없으며, 어퍼 디자인이 약간 변경되었다. 다만 베이퍼의 끈 덮개는 없어졌다.

## 머큐리얼 베이퍼 슈퍼플라이 III
2011년 3월 16일, 나이키는 머큐리얼 베이퍼 슈퍼플라이 II의 후속모델 나이키 머큐리얼 베이퍼 슈퍼플라이 III를 발매하였다.

## 머큐리얼 베이퍼8
슈퍼플라이 버전과 함께 출시되지 않았으며, 이 때문에 슈퍼플라이는 단종되었다. 한편 베이퍼 8은 오랫동안 이어져 내려오던 탄소 섬유 아웃솔을 버리고 유리 섬유 아웃솔을 새로 도입하였다. 스터드는 전작들의 괴상한 모양을 버리고 일자형 스터드로만 구성하였다. 슈퍼플라이가 아니므로 플라이와이어는 사용되지 않았다. 무게는 185g이며, 베이퍼 8 또한 CR 버전이 있으며, 기능적으로는 베이퍼 8과 동일해졌다.